# Oelitsa Skobelevskaja
Oelitsa Skobelevskaja (Russisch: Улица Скобелевская uitspraakⓘ) is een station aan de Boetovskaja-lijn van de Moskouse metro dat op 27 december 2003 geopend werd.

## Ligging en ontwerp
Het station ligt op een stalen viaduct haaks over de Oelitsa Skobelevskaja die is genoemd naar de Russische generaal Michail Skobelev. De twee verdeelhallen bevinden zich onder het viaduct in de middenberm van de kruisende  Boelvar Admirala Oesjakova. Deze verdeelhallen zijn met roltrappen verbonden met de kopse kanten van het perron. Het station is gebouwd volgens de specificaties van het “lichte metro” project dat in 1999 werd gelanceerd. Hierdoor is het perron slechts 90 meter lang en 7 meter breed langs een, voor Moskou ongebruikelijk, bovengronds tracé. Het perrondak bevindt zich op 9,6 meter boven straatniveau. Dit dak wordt gedragen door zuilen de paarsgewijs op het perron staan. Aan de buitenzijde zijn doorzichtige geluidsschermen aangebracht. Rolstoelgebruikers kunnen het perron bereiken met een lift in het midden die het perron en het maaiveld rechtstreeks met elkaar verbinden.

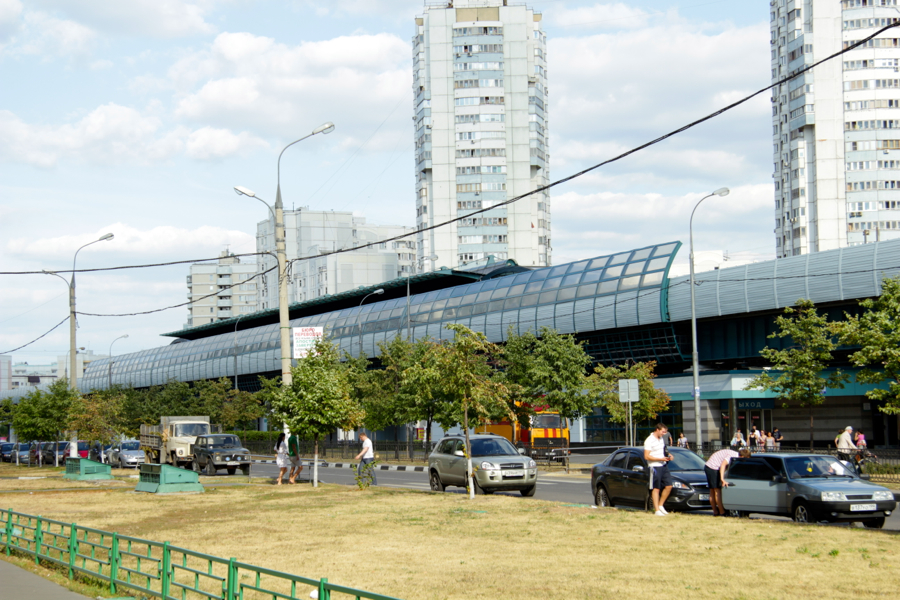
De noordzijde van het station
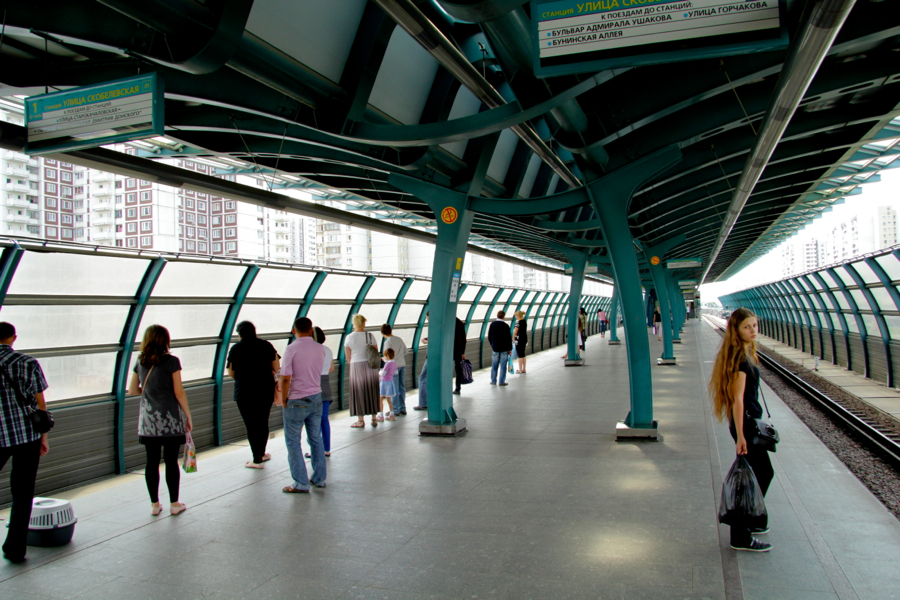
Het perron gezien uit het oosten
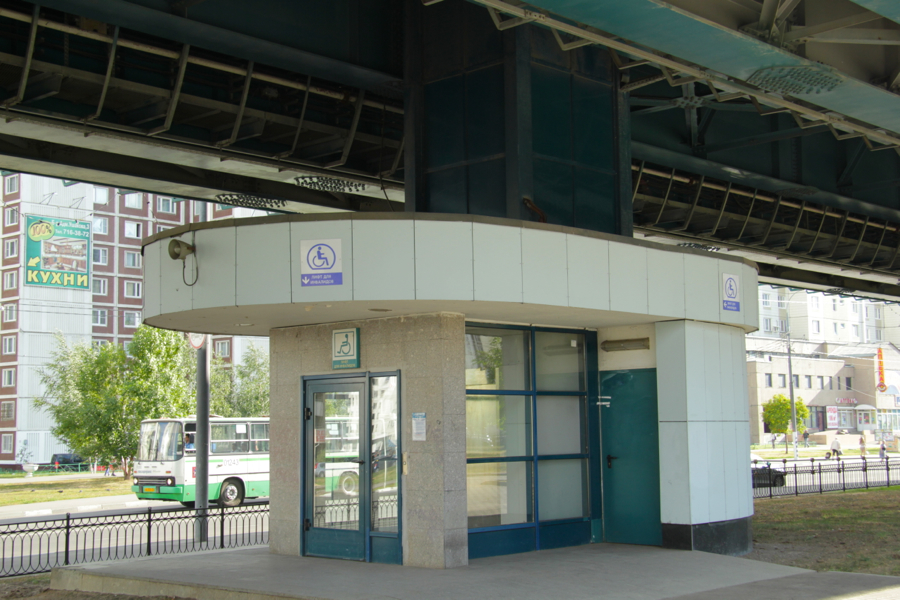
De lift

Reizigers kunnen vanaf 5:46 uur de metro naar het zuiden nemen. Naar het noorden is dit doordeweeks vanaf 6:04 uur en in het weekeinde vanaf 6:05 uur.